# سید حسن آقا حسینی طباطبایی
حسن‌آقا حسینی طباطبایی (۱۳۱۳ زابل - ۱۶ اردیبهشت ۱۳۹۹) نمایندهٔ حوزهٔ انتخابیهٔ زابل در دورهای اول، دوم، دورهٔ چهارم، ودورهٔ هفتم مجلس شورای اسلامی بوده‌است.
| دوره نمایندگی | تعداد کل آراء | درصد آراء |
| ------------- | ------------- | --------- |
| اول           | ۳۰۶۴۶         | ۶۵٫۷      |
| دوم           | ۴۴٬۲۴۲        | ۵۰٫۳۰     |
| چهارم         | ۹۳٬۷۷۶        | ۴۴٫۴      |
| هفتم          | ۲۲٬۸۱۴۱۵۵٬۴۳۹ | ۴۳٫۴۳     |